# Jane Lane
Jane Lane es un personaje ficticio de la serie animada, "Daria", en la que se exponen los problemas de una adolescente inadaptada y fuera de moda, Daria. Es la mejor amiga de Daria hasta el final de la serie.
Es, al igual que Daria, una adolescente inadaptada que aborrece las tendencias y la moda. Tiene un sentido del arte que puede llegar a ser perturbador, el cual sale a relucir en varios capítulos; por ejemplo, en un capítulo se ofrece para enseñar cosas creativas a los niños de un albergue y les enseña arte con el cráneo de una vaca que encontró en la carretera.

## 20 años después
En abril de 2017, la cocreadora Susan Lewis y la diseñadora de personajes Karen Disher fueron entrevistadas por la revista estadounidense Entertainment Weekly con motivo de la conmemoración del 20º aniversario del estreno de Daria. En la entrevista, se les pidió a ambas reimaginarse a los personajes principales 20 años después de los eventos de la serie.
En el futuro, Jane se mudó al barrio de SoHo en la ciudad de Nueva York. Cumplió su sueño de trabajar como una artista profesional, aunque ha vendido una que otra obra y no ha podido llegar a "las grandes ligas". Está casada con un arqueólogo que rara vez está en casa, por lo que aprovecha ese tiempo para juntarse con su mejor amiga Daria; ambas disfrutan ir a exposiciones de arte y festivales de cine, pero a pesar de que intentan sociabilizar con los demás, siempre terminan hablándose sólo entre ellas.